# Shin Se-kyung
Shin Se-kyung (* 29. Juli 1990 in Seoul) ist eine südkoreanische Schauspielerin.

## Leben
Ihren Durchbruch hatte sie mit der zweiten Staffel der Comedy-Serie High Kick!. 2011 folgten erste Hauptrollen in der Film Noir Hindsight mit Song Kang-ho und der historischen Dramaserie Deep Rooted Tree mit Jang Hyuk und Han Suk-kyu. Sie ist auf dem 1998 erschienenen fünften Album von Seo Taiji und im Musikvideo Take Five zu sehen.

## Filmografie

### Filme
- 2004: My Little Bride (어린 신부)
- 2006: Cinderella (신데렐라)
- 2009: Five Senses of Eros (오감도 O Gamdo)
- 2010: Acoustic (어쿠스틱)
- 2011: Hindsight (푸른소금 Pureun Sogeum)
- 2012: Into the Sun – Kampf über den Wolken (R2B: 리턴 투 베이스 R2B: Return to Base)
- 2014: Tazza 2

### Fernsehserien
- 2004: Toji (토지)
- 2009: Queen Seondeok (선덕여왕)
- 2009: High Kick! 2
- 2011: Deep Rooted Tree (뿌리깊은 나무)
- 2012: High Kick 3: Revenge of the Short Legged (Cameo-Auftritt, Episode 75)
- 2012: Fashion King
- 2012: My Husband Got a Family (Cameo, Episode 49)
- 2013: When a Man Falls in Love (남자가 사랑할 때)
- 2014: Blade Man (아이언맨)
- 2015: The Girl Who Sees Smells (냄새를 보는 소녀)
- 2017: The Bride of Habaek
- 2019: Die Historikerin und der Prinz
- 2020: Run On